# Matea Parlov Koštro
Matea Parlov Koštro (née le 2 juin 1992 à Zagreb), est une coureuse de fond croate, spécialiste du marathon. Elle remporte une médaille d'argent sur le marathon des Championnats d'Europe 2022.

## Carrière
En 2021, elle participe au marathon des Jeux olympiques de Tokyo qu'elle termine à la 21e place en 2 h 33 min 18 s.
Lors des Championnats d'Europe d'athlétisme 2022 à Munich, elle remporte la médaille d'argent du marathon derrière la Polonaise Aleksandra Lisowska en 2 h 28 min 42 s. C'est la première fois qu'une athlète croate remporte une médaille en marathon lors d'un grand championnat.

## Palmarès
| Date | Compétition           | Lieu    | Place | Temps           |
| ---- | --------------------- | ------- | ----- | --------------- |
| 2021 | Jeux olympiques       | Tokyo   | 21e   | 2 h 33 min 18 s |
| 2022 | Championnats d'Europe | Munich  | 2e    | 2 h 28 min 42 s |
| 2023 | Marathon de Hanovre   | Hanovre | 1re   | 2 h 25 min 42 s |

## Records
| Épreuve       | Marque           | Lieu       | Date              |
| ------------- | ---------------- | ---------- | ----------------- |
| 10 kilomètres | 31 min 54 s (NR) | Berlin     | 30 juillet 2022   |
| Semi-marathon | 1 h 11 min 54 s  | Copenhague | 15 septembre 2019 |
| Marathon      | 2 h 28 min 39 s  | Hanovre    | 3 avril 2022      |